# Torcé-Viviers-en-Charnie
Torcé-Viviers-en-Charnie est une commune française, située dans le département de la Mayenne en région Pays de la Loire, peuplée de 770 habitants.
La commune fait partie de la province historique du Maine, et se situe dans le Bas-Maine.

## Géographie
| Voutré         | Voutré                        | Rouessé-Vassé (Sarthe), Parennes (Sarthe) |
| Sainte-Suzanne | Torcé-Viviers-en-Charnie      | Neuvillette-en-Charnie (Sarthe)           |
| Blandouet      | Saint-Denis-d'Orques (Sarthe) | Chemiré-en-Charnie (Sarthe)               |

### Climat
Pour des articles plus généraux, voir Climat des Pays de la Loire et Climat de la Mayenne.
En 2010, le climat de la commune est de type climat océanique altéré, selon une étude du CNRS s'appuyant sur une série de données couvrant la période 1971-2000. En 2020, Météo-France publie une typologie des climats de la France métropolitaine dans laquelle la commune est exposée à un climat océanique et est dans la région climatique  Moyenne vallée de la Loire, caractérisée par une bonne insolation (1 850 h/an) et un été peu pluvieux. 
Pour la période 1971-2000, la température annuelle moyenne est de 10,9 °C, avec une amplitude thermique annuelle de 14,1 °C. Le cumul annuel moyen de précipitations est de 781 mm, avec 12,7 jours de précipitations en janvier et 6,9 jours en juillet. Pour la période 1991-2020, la température moyenne annuelle observée sur la station météorologique de Météo-France la plus proche, sur la commune de Rouessé-Vassé à 8 km à vol d'oiseau, est de 11,7 °C et le cumul annuel moyen de précipitations est de 806,9 mm,. Pour l'avenir, les paramètres climatiques de la commune estimés pour 2050 selon différents scénarios d'émission de gaz à effet de serre sont consultables sur un site dédié publié par Météo-France en novembre 2022.

## Urbanisme

### Typologie
Au 1er janvier 2024, Torcé-Viviers-en-Charnie est catégorisée commune rurale à habitat très dispersé, selon la nouvelle grille communale de densité à sept niveaux définie par l'Insee en 2022.
Elle est située hors unité urbaine. Par ailleurs la commune fait partie de l'aire d'attraction d'Évron, dont elle est une commune de la couronne,. Cette aire, qui regroupe 18 communes, est catégorisée dans les aires de moins de 50 000 habitants,.

### Occupation des sols
L'occupation des sols de la commune, telle qu'elle ressort de la base de données européenne d’occupation biophysique des sols Corine Land Cover (CLC), est marquée par l'importance des territoires agricoles (64,7 % en 2018), en diminution par rapport à 1990 (66,2 %). La répartition détaillée en 2018 est la suivante : 
prairies (43,5 %), forêts (33,5 %), terres arables (20,6 %), mines, décharges et chantiers (1,2 %), zones urbanisées (0,6 %), zones agricoles hétérogènes (0,6 %). L'évolution de l’occupation des sols de la commune et de ses infrastructures peut être observée sur les différentes représentations cartographiques du territoire : la carte de Cassini (XVIIIe siècle), la carte d'état-major (1820-1866) et les cartes ou photos aériennes de l'IGN pour la période actuelle (1950 à aujourd'hui).

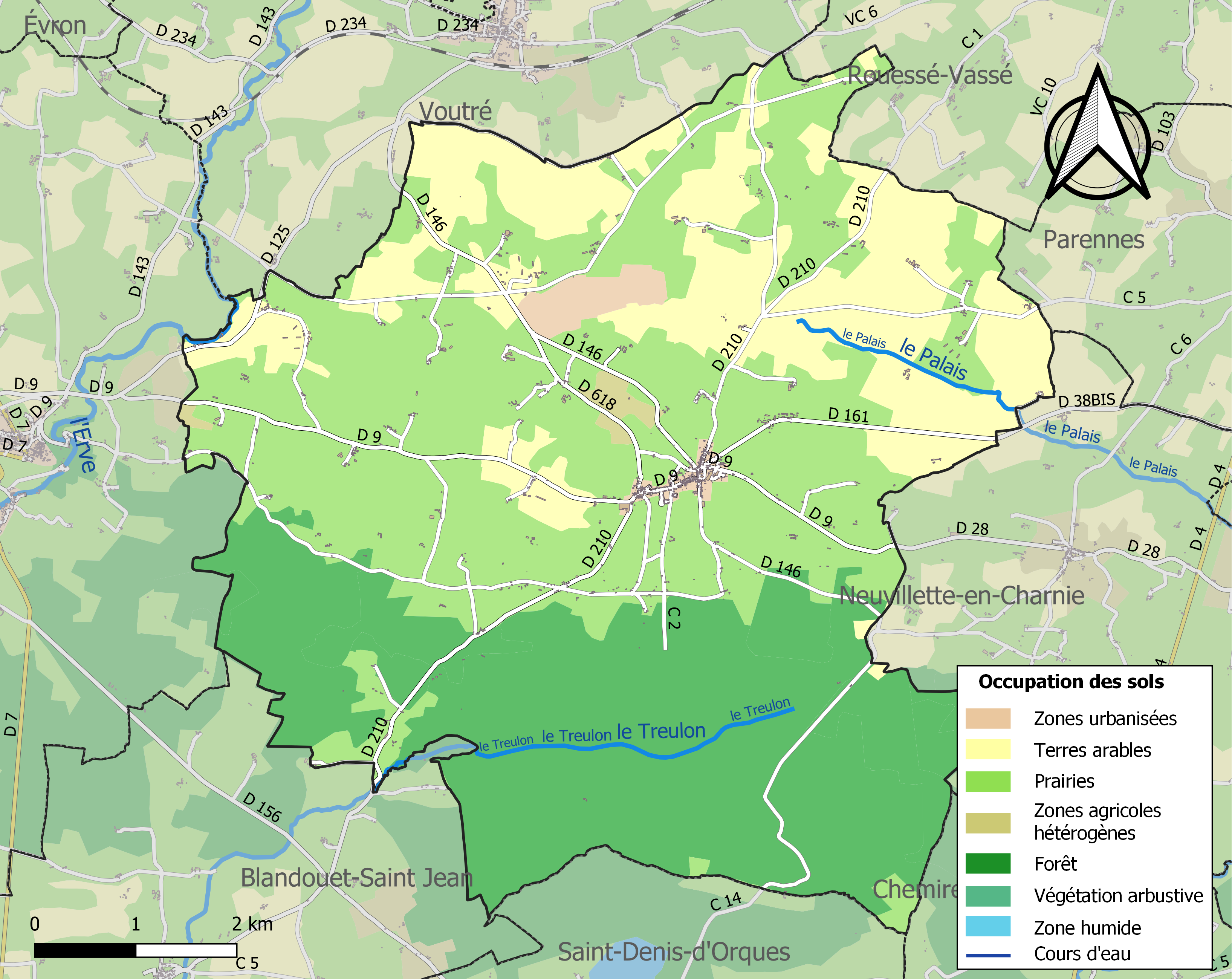
Carte des infrastructures et de l'occupation des sols de la commune en 2018 (CLC).

## Toponymie
Le nom de la localité de Torcé est attesté sous la forme Tortiacum en 989. Ce toponyme semble issu d'un anthroponyme latin tel que Torcius ou Tauricius. Le locatif en Charnie a été ajouté en 1903.
Le nom du village de Viviers est attesté sous les formes villam Visveris en 989 et de Vivariis au XIe siècle. Il pourrait être issu du latin vivarium, « vivier ».

## Histoire
En 1973, Torcé-en-Charnie (198 habitants en 1968) fusionne avec Viviers (427 habitants).

## Héraldique
| Blason de Torcé-Viviers-en-Charnie | Blason  | De gueules, à un château d’argent, maçonné et ouvert de sable, flanqué de deux tours du même, couvertes de sable ; le tout accompagné en chef d’un besant d’or ; à la champagne d’argent, chargée d’une truite d’azur. |
| Blason de Torcé-Viviers-en-Charnie | Détails | Le gueules rappelle la forge qui était installée à l’étang de Saint-Nicolas. Le château couvert indique qu’il s’agit là d’un des châteaux forts majeurs du secteur, même si aujourd’hui il est en mauvais état, d’où la couleur noire des toits. Cette forteresse était le pendant de celle de Sainte-Suzanne dont le passé est aussi glorieux. Le besant symbolise le fait que de très nombreuses pièces de monnaie romaines et mérovingiennes ont été trouvées sur le territoire communal preuve d’un habitat très ancien. La truite rappelle le nom de Viviers. Elle “baigne” dans l’Erve qui prend sa source ici. Les ornements sont deux branches de chêne de sinople, fruitées d’or, mises en sautoir par la pointe et liées d’argent afin de rappeler la forêt de la Charnie. Le listel d’argent porte le nom de la commune en caractères majuscules de sable. La couronne de tours dit que l’écu est celui d’une commune ; elle n’a rien à voir avec des fortifications. Le statut officiel du blason reste à déterminer. |

## Politique et administration
| Période                                  | Période        | Identité         | Étiquette | Qualité                           |
| ---------------------------------------- | -------------- | ---------------- | --------- | --------------------------------- |
| janvier 1974                             | mars 2001      | Maurice Pilon    |           | Conseiller général de 1982 à 1994 |
| mars 2001                                | septembre 2012 | Daniel Lodé      |           | Trésorier principal               |
| septembre 2012                           | avril 2014     | Colette Attrait  |           | Retraitée                         |
| avril 2014                               | En cours       | Joëlle Blanchard |           | Retraitée                         |
| Les données manquantes sont à compléter. |                |                  |           |                                   |

Le conseil municipal est composé de onze membres dont le maire et trois adjoints.

## Démographie
L'évolution du nombre d'habitants est connue à travers les recensements de la population effectués dans la commune depuis 1793. Pour les communes de moins de 10 000 habitants, une enquête de recensement portant sur toute la population est réalisée tous les cinq ans, les populations de référence des années intermédiaires étant quant à elles estimées par interpolation ou extrapolation. Pour la commune, le premier recensement exhaustif entrant dans le cadre du nouveau dispositif a été réalisé en 2008.
En 2022, la commune comptait 770 habitants, en évolution de +1,85 % par rapport à 2016 (Mayenne : −0,73 %, France hors Mayotte : +2,11 %).
Torcé a compté jusqu'à 1 447 habitants en 1846. Le maximum démographique de Viviers avait été atteint au recensement précédent, en 1841, avec 1 138 habitants.
| 1793  | 1800  | 1806  | 1821  | 1831  | 1836  | 1841  | 1846  | 1851  |
| ----- | ----- | ----- | ----- | ----- | ----- | ----- | ----- | ----- |
| 1 100 | 1 163 | 1 185 | 1 311 | 1 326 | 1 359 | 1 359 | 1 447 | 1 383 |

| 1856  | 1861  | 1866  | 1872  | 1876  | 1881  | 1886  | 1891  | 1896  |
| ----- | ----- | ----- | ----- | ----- | ----- | ----- | ----- | ----- |
| 1 355 | 1 276 | 1 295 | 1 196 | 1 175 | 1 151 | 1 116 | 1 163 | 1 010 |

| 1901 | 1906 | 1911 | 1921 | 1926 | 1931 | 1936 | 1946 | 1954 |
| ---- | ---- | ---- | ---- | ---- | ---- | ---- | ---- | ---- |
| 946  | 885  | 848  | 752  | 721  | 661  | 611  | 635  | 602  |

| 1962 | 1968 | 1975 | 1982 | 1990 | 1999 | 2006 | 2008 | 2013 |
| ---- | ---- | ---- | ---- | ---- | ---- | ---- | ---- | ---- |
| 539  | 498  | 791  | 663  | 647  | 737  | 730  | 728  | 761  |

| 2018 | 2022 | - | - | - | - | - | - | - |
| ---- | ---- | - | - | - | - | - | - | - |
| 756  | 770  | - | - | - | - | - | - | - |

| 1793 | 1800 | 1806  | 1821  | 1831  | 1836  | 1841  | 1846  |
| ---- | ---- | ----- | ----- | ----- | ----- | ----- | ----- |
| 850  | 999  | 1 041 | 1 134 | 1 088 | 1 083 | 1 138 | 1 114 |

| 1851  | 1856  | 1861  | 1866  | 1872 | 1876 | 1881 | 1886 |
| ----- | ----- | ----- | ----- | ---- | ---- | ---- | ---- |
| 1 062 | 1 053 | 1 025 | 1 056 | 971  | 976  | 952  | 965  |

| 1891 | 1896  | 1901 | 1906 | 1911 | 1921 | 1926 | 1931 |
| ---- | ----- | ---- | ---- | ---- | ---- | ---- | ---- |
| 982  | 1 013 | 936  | 824  | 814  | 652  | 602  | 559  |

| 1936 | 1946 | 1954 | 1962 | 1968 | - | - | - |
| ---- | ---- | ---- | ---- | ---- | - | - | - |
| 521  | 548  | 477  | 438  | 427  | - | - | - |

## Lieux et monuments
- L'église Saint-Pierre de Torcé, du XVe siècle, abritant une Vierge à l'Enfant du XVe siècle[26] et un tableau du XVIIe (La Vierge du Rosaire)[27] classés à titre d'objets aux Monuments historiques.
- L'église Saint-Léger de Viviers, du XXe siècle[28], abritant un tableau du XVIIe (La Remise du scapulaire à saint Simon Stock) classé à titre d'objet aux Monuments historiques[29].
- La chapelle Saint-Nicolas. Elle abrite cinq statues classées à titre d'objets[30].
- La statue du Sacré-Cœur.
- Le manoir de Longuefougères (Renaissance), inscrit au titre des Monuments historiques depuis le 19 décembre 1985[31].
- L'ancien château de Bouillé.
- La forêt de Charnie.
- Dolmens de la Pierre-Sabot et la Table des Diables.

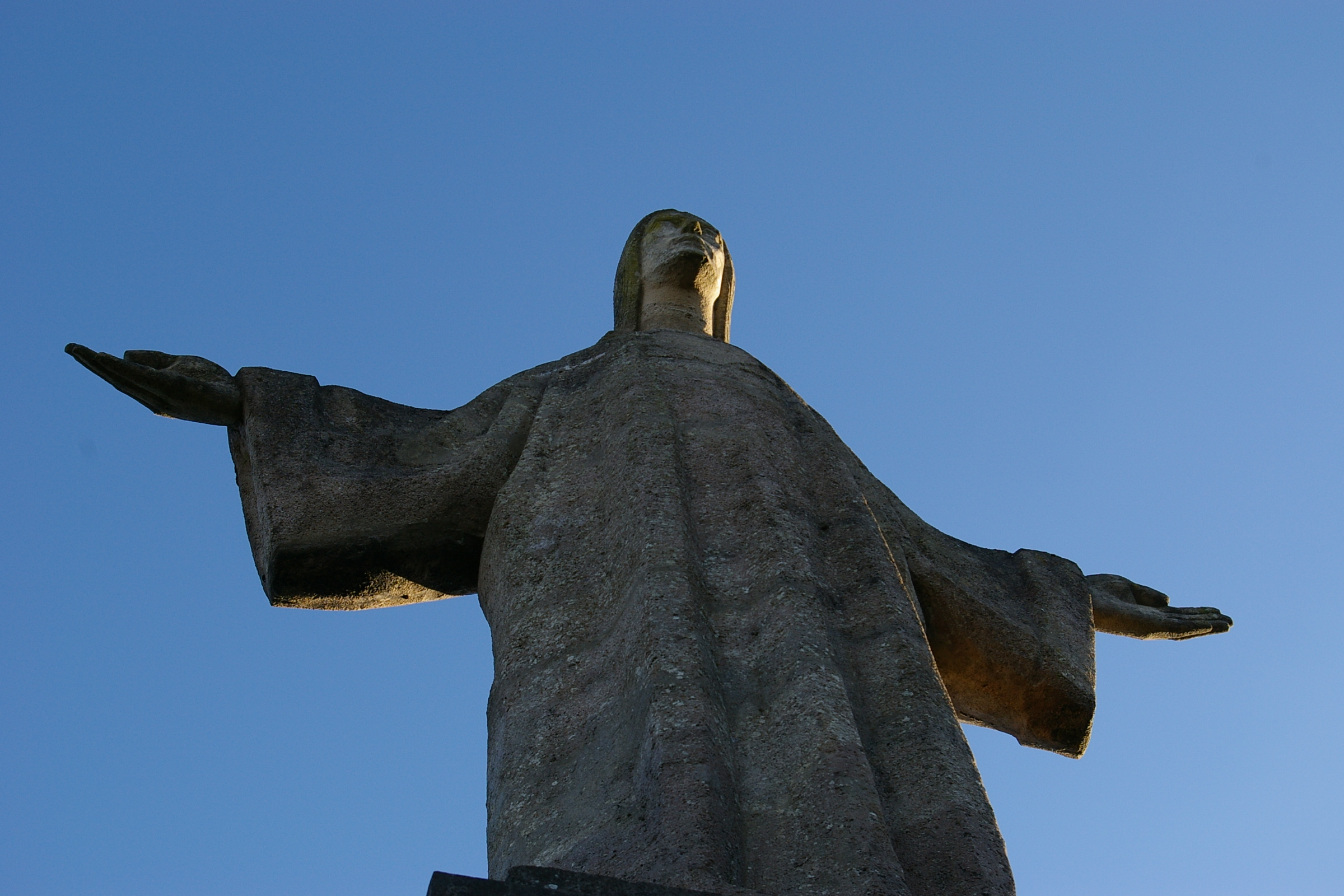
La statue du Sacré-Cœur.
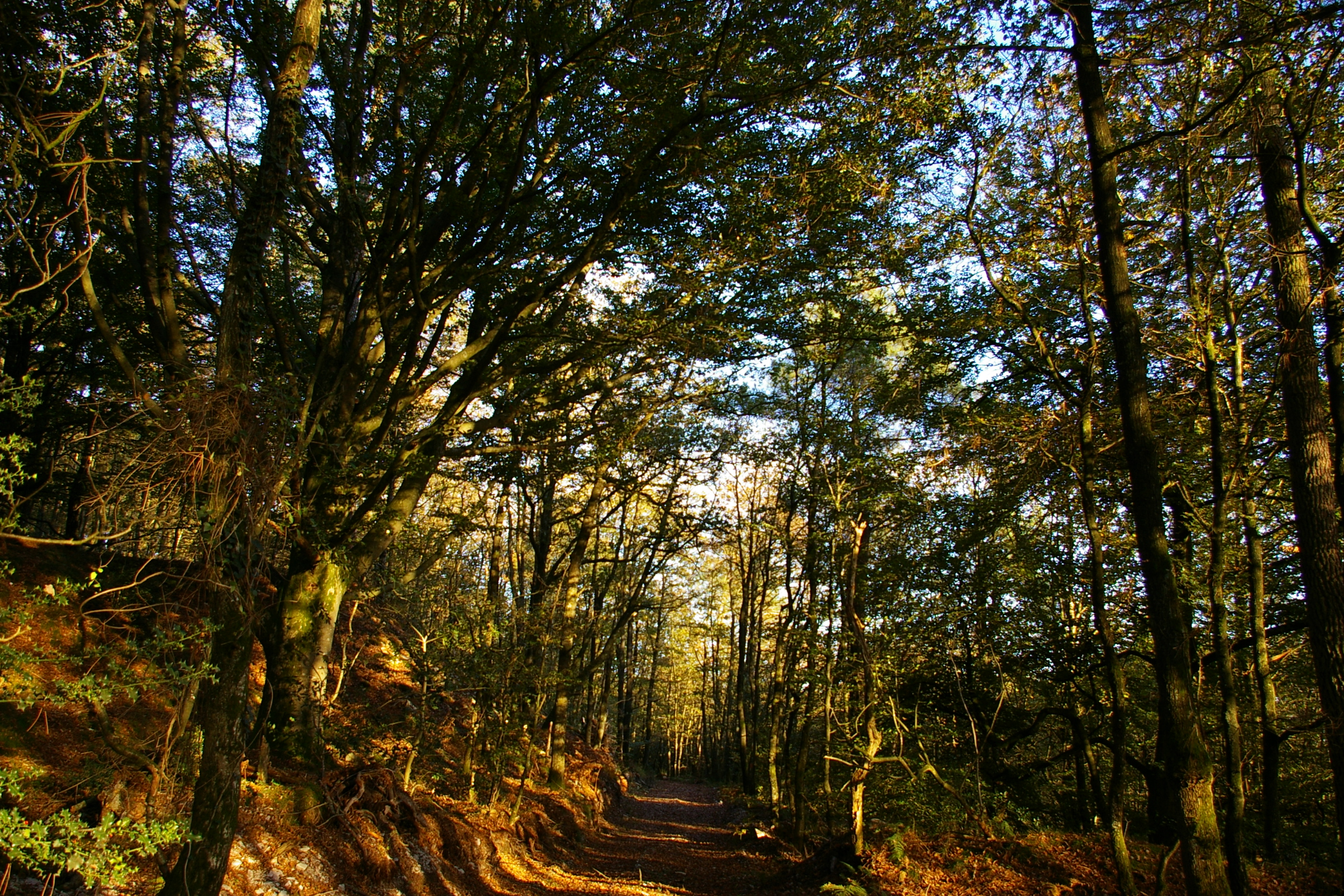
La forêt de Charnie.
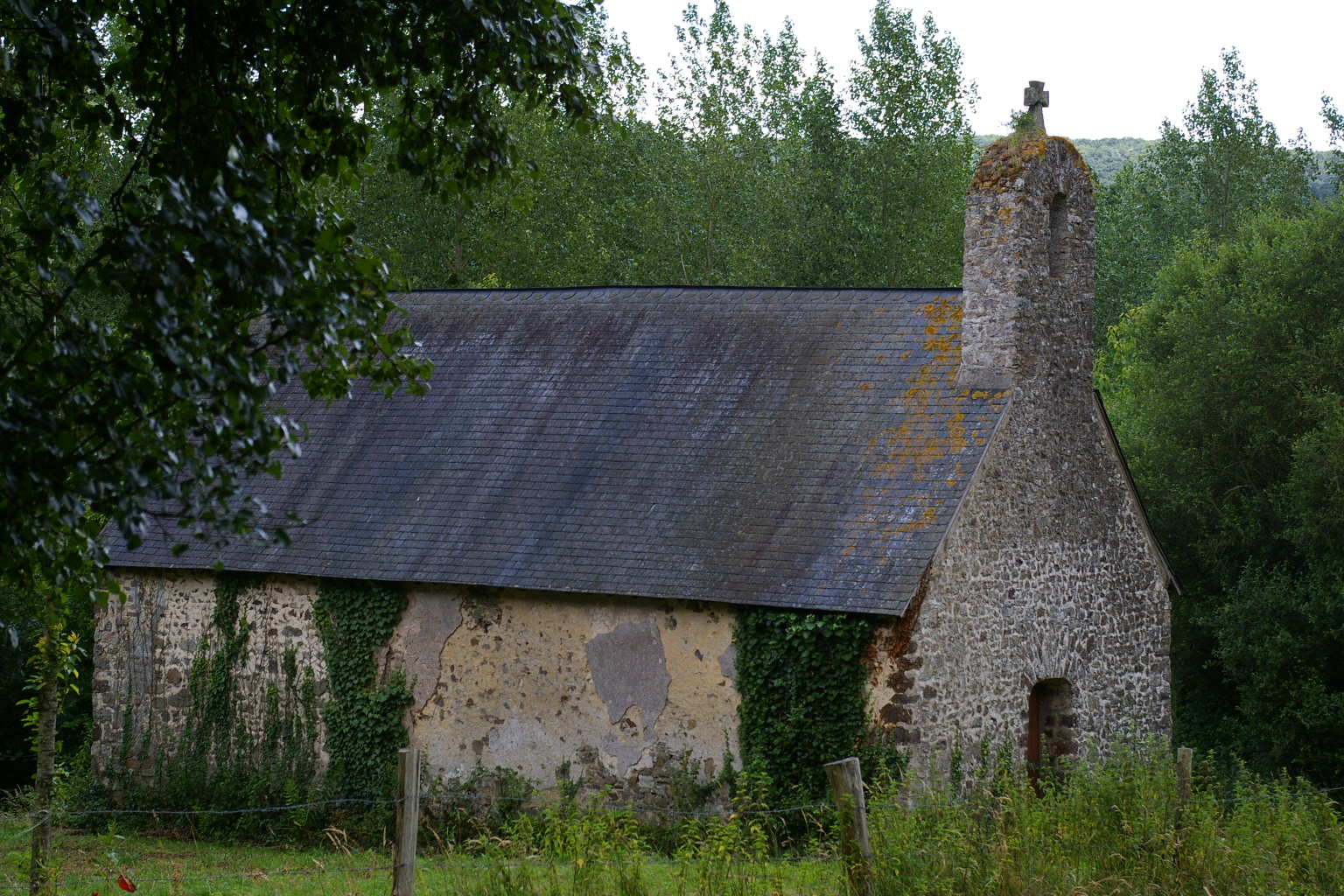
La chapelle Saint-Nicolas.

## Activité culturelle, labels et manifestations

### Jumelages
Sulzheim (Allemagne) depuis 1967 (voir l'article en allemand).
Le jumelage du canton de Sainte-Suzanne / communauté de communes d'Erve et Charnie, avec Sulzheim (Rhénanie-Palatinat) a été initié en 1966 par Victor Julien conseiller général, maire de Thorigné-en-Charnie, et Adam Becker, dans la famille duquel Victor Julien avait été prisonnier de guerre de 1940 à 1945.

## Personnalités liées à la commune
- Alleaume d'Étival (mort en 1152), ermite à Saint-Nicolas, en forêt de Charnie.
- Jacques Bouteloup (1776 - 1841 à Torcé-Viviers-en-Charnie), chef chouan de la Charnie.
- Maurice Ollivier (1793-1880), homme politique né à Torcé-en-Charnie, maire d'Évron, député de la Mayenne.
- Ludovic Dugas (1857 à Torcé-en-Charnie - 1942), professeur, agrégé de philosophie.
- Clément Durand (1914-1998), syndicaliste, a été scolarisé à Viviers à l'âge de 5 ans.